# Булгак (село)
Булгак (укр. Булгак) — скасоване село в Сакському районі Республіки Крим, що розташоване на північному сході району, включене в 1948 році до складу села Іллінка. Зараз — окреме поселення за 300 м від південної околиці села.

### Динаміка чисельності населення
| - 1806 — 42 ос. - 1864 — 56 ос. - 1889 — 222 ос. - 1892 — 71 ос. | - 1900 — 70 ос. - 1915 — 310 ос. - 1926 — 308 ос. - 1939 — 230 ос. |

## Історія
Перша документальна згадка села зустрічається в Камеральному Описі Криму… 1784 року, судячи з якого, в останній період Кримського ханства Болгак входило до Каракуртського кадилика Бахчисарайського каймаканства. Після анексії Кримського ханства Росією (8) 19 квітня 1783 року, (8) 19 лютого 1784 року, іменним указом Катерини II сенату, на території колишнього Кримського Ханства була утворена Таврійська область і село було приписано до Євпаторійського повіту. Після Павловських реформ, з 1796 по 1802 рік, входила до Акметецького повіту Новоросійської губернії. За новим адміністративним поділом, після створення 8 (20) жовтня 1802 Таврійської губернії Булгак було включене до складу Урчукської волості Євпаторійського повіту.
За Відомістю про волостя і селища, в Євпаторійському повіті зі свідченням числа дворів і душ … від 19 квітня 1806 в селі Булгак вважалося 4 двори, 41 кримський татарин і 1 ясир. На військово-топографічній карті генерал-майора Мухіна 1817 року село Булгак позначено з 10 дворами. Після реформи волосного поділу 1829 року Бурлюк, за «Відомостями про казенні волості Таврійської губернії 1829 року» залишвлося у складі Урчукської волості. На карті 1836 в селі 20 дворів, як і на карті 1842 року.
У 1860-х роках, після земської реформи Олександра II, село приписали до Абузларської волості. За «Пам'ятною книжкою Таврійської губернії за 1867 рік», село Булгак було покинуте жителями у 1860—1864 роках, внаслідок еміграції кримських татар, особливо масової після Кримської війни 1853—1856 років, до Туреччини і знову заселено киримли під тією ж назвою. У «Списку населених місць Таврійської губернії за даними 1864», складеному за результатами VIII ревізії 1864, Булгак — власницьке татарське село, з 5 дворами, 56 жителями і мечеттю при колодязях. За обстеженнями професора А. Козловського 1867 року, вода в колодязях села Бурлак була солонувато-гірка, а їхня глибина досягала 26—30 сажнів (55—63 м). На триверстовій карті 1865—1876 в селі Булгак позначено 12 дворів). У «Пам'ятній книзі Таврійської губернії 1889», за результатами Х ревізії 1887, в селі Булгак було 38 дворів і 222 жителі. За «…Пам'ятною книжкою Таврійської губернії на 1892 рік», в селі Булгак, що входила в Асан-Аджинську ділянку, було 71 жителя у 12 домогосподарствах, всі безземельні.
Земська реформа 1890-х років в Євпаторійському повіті пройшла після 1892, в результаті Булгак віднесли до складу Кокейської волості. За «…Пам'ятною книжкою Таврійської губернії на 1900 рік» у селі було 70 жителів у 22 дворах, що мали у приватному володінні 2373 десятини землі. За Статистичним довідником Таврійської губернії. ч. Друга. Статистичний нарис, випуск п'ятий Євпаторійський повіт, 1915 рік, у селі Булгак Кокейської волості Євпаторійського повіту було 57 дворів зі змішаним населенням у кількості 121 людина приписних жителів і 189 — «сторонніх».
Після встановлення в Криму Радянської влади, за постановою Кримрівкому від 8 січня 1921 року № 206 «Про зміну адміністративних кордонів» було скасовано волосну систему і село увійшло до складу Євпаторійського району Євпаторійського повіту, а в 1922 повіти отримали назву округів. 11 жовтня 1923 року, за постановою ВЦВК, до адміністративного поділу Кримської АРСР було внесено зміни, внаслідок яких округи були скасовані та відбулося укрупнення районів — територію округу включили до Євпаторійського району. За Списком населених пунктів Кримської АРСР за Всесоюзним переписом 17 грудня 1926 року, в селі Булгак, Кокейської сільради Євпаторійського району, було 69 дворів, з них 55 селянських, населення становило 308 осіб, з них 111 кримських татар, 91 росіян, 90 українців, 6 німців, 4 вірмени, 1 єврей, 5 записані у графі «інші», діяла російська школа. На хуторі Булгак — 17 дворів, 89 мешканців (82 росіян, 7 українців). Після створення 15 вересня 1931 року Фрайдорфського (перейменованого в 1944 році в Новоселівський) єврейського національного (позбавленого статусу національної постановою Оргбюро ЦК КПРС від 20 лютого 1939 року) району Булгак включили до його складу. За даними всесоюзного перепису населення 1939 в селі проживало 230 осіб.
1944 року, після очищення Криму від нацистів, за Постановою ДКО № 5859 від 11 травня 1944 року, 18 травня кримські татари були депортовані до Середньої Азії. З 25 червня 1946 року село у складі Кримської області РРФСР. Указом Президії Верховної Ради РРФСР від 18 травня 1948 року Булгак приєднали до Іллінки.